# Casa de Josefa Pérez Maffé
La  Casa de Josefa Pérez Maffé es un edificio modernista del Ensanche Modernista de la ciudad española de Melilla. Está situado en la calle López Moreno, 16, y forma parte del Conjunto Histórico Artístico de la Ciudad de Melilla, un Bien de Interés Cultural.

## Historia
Fue construido según proyecto del ingeniero de minas Luis García Alix fechado en febrero de 1928.

## Descripción
Está construido con paredes de mampostería de piedra local y ladrillo macizo y bovedillas de ladrillo tocho para los techos.
Consta de planta baja y dos plantas sobre esta. Cuenta en su fachada principal con bajos de arcos, del que sólo se conserva el central, el que conduce al portal, sobre el que se sitúa un mirador, flanqueado por balcones  con balaustradas, que dan a ventanas  enmarcadas y con molduras sobre sus arquitrabes, composición que se repite en la primera planta, pero con balcones con rejas, antes de terminar en una cornisa.